# 扎克瑟雷克·乌什克姆皮罗夫
扎克瑟雷克·阿米拉利乌利·乌什克姆皮罗夫（1951年5月6日—2020年8月2日），杜格拉特人，苏联及哈萨克斯坦古典式摔跤运动员、教练员。

## 生平
1951年生于苏联哈萨克苏维埃社会主义共和国江布尔州恰帕耶夫国营农场。1969年开始接受自由式摔跤训练，1971年赢得哈萨克苏维埃社会主义共和国自由式摔跤锦标赛冠军。紧接着，他转而专攻古典式摔跤项目。1972年，他参加了苏联摔跤锦标赛，获得古典式摔跤第五名。1973年入选苏联国家队。他参加了1980年莫斯科奥运会古典式摔跤48公斤级比赛，获得冠军。
1984年至1993年，担任阿拉木图体育学校校长。1993年成立扎克瑟雷克体育俱乐部，自任主席。2008年4月，担任北京奥运会阿拉木图站火炬手。2014年入选國際角力總會名人堂。2017年获颁哈萨克斯坦劳动英雄荣誉称号。2020年8月2日逝世，終年69歲。